# Leonor Desmier d'Olbreuse
Leonor Maria Desmier d'Olbreuse (em francês: Éléonore Marie Desmier d'Olbreuse; Castelo de Olbreuse, 3 de janeiro de 1639 - Castelo de Celle, 5 de fevereiro de 1722), foi a esposa do duque Jorge Guilherme de Brunsvique-Luneburgo, e avó do rei Jorge II da Grã-Bretanha. Foi condessa de Wilhelmsburg a partir de 1674 e duquesa de Brunsvique-Luneburgo a partir de 1676. Era também bisavó do rei Frederico II da Prússia.

## Vida
Éléonore d'Esmier d'Olbreuse nasceu no Château d'Olbreuse, em Deux-Sèvres, perto de Niort, França, numa família Huguenote da baixa nobreza. Os seus pais eram Alexandre d'Esmier d'Olbreuse e Jacquette Poussard du Bas-Vandré et de Saint-Marc. Éléonore foi para a corte real de Paris, onde serviu como dama-de-companhia ao serviço de Maria de La Tour de Auvérnia, duquesa de Thouars, cujo filho se tinha casado com a condessa Emília de Hesse-Cassel, filha do conde Guilherme V de Hesse-Cassel, em 1648.
No inverno de 1664, Éléonore acompanhou a duquesa de Thouars numa visita a Kassel. Foi aí que conheceu o duque Jorge Guilherme de Brunsvique-Luneburgo, solteiro na altura, que se apaixonou imediatamente por ela.
Éléonore tornou-se sua amante e recebeu o título de senhora de Harburg. Em 1666, nasceu a única filha do casal, Sofia Doroteia. Em 1674, a criança foi legitimada e Éléonore tornou-se duquesa de Wilhelmsburg. Dois anos depois, casou-se finalmente com Jorge Guilherme. A união foi feliz.
A sua filha casou-se em 1682 com Jorge Luís, filho do irmão do pai, o príncipe-eleitor Ernesto Augusto de Hanôver, por razões dinásticas. O casamento foi um desastre. Finalmente, Sofia Doroteia foi presa pelo marido no Castelo de Ahlden para o resto da vida. Durante os seus últimos anos de vida, Éléonore cuidou da sua filha e tentou fazer com que a libertassem, mas sem sucesso.
Éléonore d'Esmier d'Olbreuse morreu no dia 5 de fevereiro de 1722, quase cega, no Castelo de Celle. Mencionou 342 pessoas no seu testamento. Foi enterrada na igreja de Santa Maria em Celle.

## Genealogia
| Éléonore Marie d'Esmier d'Olbreuse | Pai: Alexandre Desmier, Seigneur d'Olbreuse            | Avô paterno: Alexandre Desmier, Seigneur d'Olbreuse   | Bisavô paterno: Louis Desmier, Seigneur d'Olbreuse                     |
| Éléonore Marie d'Esmier d'Olbreuse | Pai: Alexandre Desmier, Seigneur d'Olbreuse            | Avô paterno: Alexandre Desmier, Seigneur d'Olbreuse   | Bisavó paterna: Jeanne de Mathefelon                                   |
| Éléonore Marie d'Esmier d'Olbreuse | Pai: Alexandre Desmier, Seigneur d'Olbreuse            | Avó paterna: Marie Baudoin du Peux                    | Bisavô paterno: Mathieu Baudoin, Seigneur du Peux                      |
| Éléonore Marie d'Esmier d'Olbreuse | Pai: Alexandre Desmier, Seigneur d'Olbreuse            | Avó paterna: Marie Baudoin du Peux                    | Bisavó paterna: Jacquette Tarquois de Fontaines                        |
| Éléonore Marie d'Esmier d'Olbreuse | Mãe: Jacquette Poussard du Bas-Vandré et de Saint-Marc | Avô materno: Joachim Poussard, Seigneur du Bas-Vandré | Bisavô materno: Jean Poussard, Seigneur du Bas-Vandré et de Saint-Marc |
| Éléonore Marie d'Esmier d'Olbreuse | Mãe: Jacquette Poussard du Bas-Vandré et de Saint-Marc | Avô materno: Joachim Poussard, Seigneur du Bas-Vandré | Bisavó materna: Anne de La Jaille                                      |
| Éléonore Marie d'Esmier d'Olbreuse | Mãe: Jacquette Poussard du Bas-Vandré et de Saint-Marc | Avó materna: Suzanne Gaillard de Saint-Dizant         | Bisavô materno: Lancelot Gaillard, Seigneur de Saint-Dizan             |
| Éléonore Marie d'Esmier d'Olbreuse | Mãe: Jacquette Poussard du Bas-Vandré et de Saint-Marc | Avó materna: Suzanne Gaillard de Saint-Dizant         | Bisavó materna: Jacquette de L'Isle                                    |